# Rost’n’Roll – Kasis Werkstattgeschichten
Rost’n’Roll – Kasis Werkstattgeschichten ist eine deutsche Dokusoap des Pay-TV-Senders History. Im Fokus der Eigenproduktion des Senders stehen die drei Berliner Bastler Kasi (Tobias Kasimirowicz), Christian und Lars.
Die drei Schrauber teilen sich eine Werkstatt in einem Hinterhof in Berlin-Friedrichshain. Eine nicht ganz unproblematische Konstellation, schließlich versucht Christian ein professionelles Geschäft mit dem Handel und der Reparatur von Oldtimern aufzuziehen, während Kasi vor allem seiner Sammelleidenschaft frönt.
Weltpremiere der 1. Staffel war am 29. Juli 2013 auf History. Diese wurde von einer großangelegten Marketingkampagne begleitet. Es ist die erste in Deutschland eigenproduzierte Dokusoap eines Pay-TV-Senders.

## Staffeln und Episoden
Staffel 1: In der ersten Staffel will das Team gemeinsam einen schrottreifen Peugeot 161 Quadrilette aus den 1920ern restaurieren, um damit am legendären Race 61 teilzunehmen. Mit einigem Geld, noch mehr Arbeitsstunden und viel Herzblut bringen die drei die historische Kiste wieder auf Vordermann.
| Episode                  | Beschreibung |
| ------------------------ | --- |
| Drei Jungs, eine Garage  | In Berlin teilen sich Kasi und seine beiden Kumpel Christian und Lars eine Kraftfahrzeugwerkstatt. Doch während Christian versucht, durch handeln und Reparieren von Oldtimern ein Geschäft aufzubauen, lebt Kasi seine Leidenschaft für das Sammeln von historischen Objekten aus. Christians neuester Fund: ein Opel Caravan aus dem Jahr 1962. Wenn nur ein Beichtstuhl von 1895 nicht den Platz versperren würde. Kasi muss Platz schaffen und beschließt einen Teil seiner geliebten Sammlung loszuwerden. |
| Unter Spionen            | Kasi und Lars haben die rostigen Überreste eines Peugeot 161 Quadrilette von 1922 erworben. Diesen wollen sie für das legendäre Race 61 renntauglich machen. Christian repariert einen 57er-Cadillac, der eine Staatskarosse und ein Zeuge des Kalten Krieges gewesen sein könnte. Über ausgefallene Mittel des Geheimdienstes zu Zeiten des Kalten Krieges erfährt Kasi mehr bei Heinrich Peyers, der eine der weltweit größten Sammlungen an Spionagetechnik besitzt. |
| Neues Spiel, neues Glück | Als Kasi und Lars ihre Autos für das Race 61 herrichten, muss sich Kasi eingestehen, mit Lars und dessen Peugeot Quadrilette einen ernsthaften Konkurrenten zu haben. Genau ihn braucht Kasi jedoch, um den Motor seines Rennwagens Austin 7 zu reparieren. Christian hat neben einem Alfa Bertone noch einen Spielautomaten von 1933, der als Miniautomat getarnt aus den USA eingeschifft wurde. Kasi lernt über das Spielzeugmuseum Generation 13 des Schauspielers Oliver Korittke den Experten Marc Wegner kennen, der den Wert des Spielautomaten sowie anderen Objekten aus Kasis Fundus schätzt.                 |
| Jenseits von Eden        | Kasi erhält ein Paket von seinem Vater. Neben den Motor- und Getriebeteilen für seinen Austin 7 enthält es noch eine Kopie des Fahrzeugscheins eines Dixi-BMW-Coupés. Darin ist der Name Rolf Eden vermerkt. Als Kasi einen alten Dixi in einer Sammlung entdeckt, versucht er herauszufinden, ob es sich dabei tatsächlich um den verschollenen Oldtimer handelt, den Eden einer Berliner Tänzerin schenkte. Ein weiterer spannender Fund ist ein Wagen des Schiedsrichters Ken Aston, der in diesem Jaguar das System der Gelben und Roten Karte erfand, die 1970 zum ersten Mal eingesetzt wurden.                    |
| Die Briten kommen        | Lars ist ein echtes Original, sein Peugeot allerdings nicht mehr. Der Motor stammt von einem englischen Oldtimer, der Kühlwasserbehälter war mal eine Weißwurstdose. Wie viel Original muss sein, wie viel Fälschung ist erlaubt? Für Bar-Besitzer Tammi soll Kasi eine Vitrine für dessen angeblich originalen Lee Hazlewood-Stiefel besorgen. Doch sind dies wirklich die Stiefel, über die der Song These Boots Are Made For Walkin’ geschrieben wurde? Das will Kasi unbedingt von Experten im Studio Babelsberg prüfen lassen.                                                                                      |
| Das große Rennen         | Endlich ist der große Tag da. Die Oldtimer von Kasi und Lars müssen nun zeigen, was sie drauf haben. Hat sich der Stress der letzten Wochen gelohnt? Zum Race 61 kommt nur, wer „Benzin im Blut“ und „PS im Herzen“ hat. Umgeben von Rockabillys, Vintageboys und Startergirls, im Qualm von Abgasen und dem Geräusch von Burn-outs, soll der Peugeot von Lars seine Wiedergeburt feiern. Doch kurz vor Start eine Tragödie: Ein Kunstflieger stürzt vor den Augen der wartenden Menge ab. Das Rennen wird abgesagt. Was nun? Am nächsten Tag ist der Schock überwunden und Kasi und Lars können gegeneinander antreten. |

Staffel 2: Auch in der zweiten Staffel haben Kasi, Christian und Lars ein ehrgeiziges Ziel: Sie wollen den Peugeot Quadrilette straßentauglich machen und mit ihm an die Côte d’Azur fahren. Um ihren Traum wahr werden zu lassen, müssen die drei Jungs zunächst Geld verdienen.
| Episode                 | Beschreibung |
| ----------------------- | --- |
| Großes Kino             | Kasi, Christian und Lars starten in ein neues Abenteuer. Bei einem Besuch in Europas größtem Filmantiquariat erfährt Kasi, dass die Quadrilette eine wichtige Rolle in Die Ferien des Monsieur Hulot gespielt hat. Bei einem gemütlichen Autokinoabend in der Garage versinken die drei Jungs in Urlaubsträumen und Fernweh. Kasis Quadrilette auf der Croisette, das wäre doch mal ganz großes Kino! Doch für den geplanten Trip nach Frankreich fehlt es am nötigen Kleingeld in der Reisekasse. |
| Sekt oder Kölsch        | Der Besitzer der Berliner Kultkneipe Ständige Vertretung will seinen Austin Super Sport verkaufen. Bald hat Kasi auch einen potentiellen Käufer an der Hand: die Immobilienlegende Dirk Moritz. Während der Probefahrt entführt er Kasi in das Berlin der 1920er Jahre. Gemeinsam besichtigen sie Dirks neueste Entdeckung, ein jahrzehntelang vergessenes Varieté. Hier atmet man noch echte Geschichte. Außerdem tut sich für die Jungs eine Geldquelle auf, als Jimi Blue Ochsenknecht nach einer Location für ein Fotoshooting sucht. Kann Kasi Christian und Lars einen Catwalk in der Garage schmackhaft machen? |
| Glamour in Ölpfützen    | Leider ist aus dem Verkauf des roten Austin Super Sport nichts geworden. Nur gut, dass sich Jimi Blue Ochsenknecht nun wirklich dazu entschlossen hat, seine neue Modekollektion in der Werkstatt von Kasi, Christian und Lars fotografieren zu lassen. Während die drei die Garage auf Hochglanz bringen, stolpern sie über echt deutsch-deutsche Geschichte mit Udo Lindenberg und Erich Honecker in den Hauptrollen. Kasi ist sofort Feuer und Flamme und nimmt die Spurensuche auf. |
| Kasi bei den Bayern     | Der Termin für die TÜV-Prüfung der Quadrilette rückt immer näher. Zuvor macht sich Kasi jedoch erstmal auf den Weg nach München. Im Süden der Republik erwartet ihn neben einem Schauspieler-Casting auch eine private Führung durch die Katakomben des Deutschen Museums. Er ist begeistert von den Artefakten, die hier lagern und stolz darf er sogar die olympische Fackel von 1972 in Händen halten. Am Starnberger See trifft er außerdem den legendären Mercedes SL-Restaurator Hans Kleissl. Kasis Sammlerherz schlägt sofort höher und er hofft, hier noch den einen oder anderen Schatz heben zu können.     |
| Pack die Badehose ein   | Christian bekommt von Kasi ein Fahrrad, das dem berühmten ehemaligen DDR-Radprofi Uwe Raab gehört haben soll. Um die Echtheit des Sportgeräts zu überprüfen, stattet er der Legende einen Besuch ab. Plötzlich steht der Tag der Abreise vor der Tür. Aufgeregt geht es dem ersten Etappenstopp entgegen: Goldies Boutique, einem etwas anderen Oldtimerparadies mitten in der Auvergne. Viel Zeit bleibt den Jungs dort jedoch nicht. Denn in Modena wollen sie den legendären Sportwagenhersteller Maserati besuchen und im Umberto Panini-Museum aufregende, 100-jährige Automobilgeschichte erleben.               |
| Sonnencreme und Motoröl | Kasi, Christian und Lars fällt der Abschied von Maserati schwer, doch die Côte d’Azur lockt mit rotem Teppich und weißen Stränden. In einem waschechten Maserati Quattroporte geht es nun in Richtung Cannes. Dort angekommen, der erste Schock: Wer hätte schon ahnen können, dass die wenigen verfügbaren Hotels solche Preise verlangen? Aber wo ein Problem, da auch eine Lösung. In einer Bar lernen die drei Jungs einen Produzenten kennen, der ihnen erlaubt, im Garten seiner Villa zu campen. Endlich können sie in Ruhe Cannes erobern und Meer, Strand, Stars und Sternchen genießen.                      |

## Charaktere
Tobias Kasimirowicz („Kasi“): Kasi und seine Kumpel Christian und Lars bilden in Berlin eine Bastlergemeinschaft und nicht nur sie steckt er mit seiner Freude und Leidenschaft für historische Objekte an. Sein umfassendes Wissen darüber scheint geradezu unerschöpflich. Eine besondere Begeisterung hegt der rheinische Schwärmer für Oldtimer und Oldtimerrennen. Daher wäre er auch zu gern handwerklich geschickter. Doch dies hat ihm Lars voraus.
Christian Schmidt: Christian hat die Fähigkeit aus alten Autos funktionstüchtige Fahrzeuge und aus Blech Geld zu machen. Zusammen mit seinem Kumpel Kasi ist er in Deutschland unterwegs, um historische Fahrzeuge zu kaufen, sie zu reparieren und für eine gute Summe wieder zu verkaufen. Sie sind ein eingespieltes Team, das von den Charakteren her nicht unterschiedlicher sein könnte. Auch wenn sie sich ab und an gegenseitig auf die Nerven gehen, können sie nicht ohne den anderen. Auf ihren Fahrten lernen sie die unterschiedlichsten Menschen mit ganz individuellen Geschichten kennen.
Lars Türpe: Lars ist ein Berliner Original. Er lebt auf einem Garagengelände und ist das genaue Gegenteil von Kasi: Auf den ersten Blick scheint der Einzelgänger zurückhaltend, doch wenn er aus sich herausgeht, überrascht er alle mit seinen Geschichten, seinem Humor und seinen umfassenden Kenntnissen zu unzähligen Fakten. Lars ist ein Schrauber mit Leib und Seele und bringt historische Motoren auf Vordermann.

## Race 61
Seit 16 Jahren findet auf einem stillgelegten Militärflugplatz nördlich von Berlin ein international bekanntes Treffen der Hot-Rod- und Rockabilly-Szene statt. Bei dem Rennen darf alles starten, was vor 1961 gebaut wurde. Es ist egal, ob es sich dabei um Hot Rods, Porsches oder Motorräder handelt. Zwei Tage lang messen sich die Teilnehmer aus ganz Europa. Im Mittelpunkt steht das Achtelmeilen-Beschleunigungsrennen. Die Basis der Fahrzeuge waren Vorkriegswagen, die mit reduziertem Gewicht und modernen, leistungsstarken Motoren auf die Piste geschickt wurden.

## Produzent
Verantwortlich für die Produktion ist Propellerfilm Berlin GmbH.
Executive Producer für History ist Emanuel Rotstein. Mit der Musik-Interview-Reihe „Originaltoene“, der Interview-Reihe „bio.persönlich“ und den beiden Reallife-Formaten „Die Modemacher“ und „Ich überlebte! Deutsche Schicksale“ realisierte und produzierte er 2011 vier Formate, deren Schwerpunkt auf deutschsprachigen Protagonisten und Inhalten mit lokalem Bezug liegt.
Er ist außerdem verantwortlich für die Produktionen Der elfte Tag – Die Überlebenden von München 1972 und Die Legion – Deutscher Krieg in Vietnam.
Vor seiner Tätigkeit für History und The Biography Channel war Rotstein Redaktionsleiter bei der Münchner MPR Film und Fernseh Produktion GmbH, wo er eine Reihe von Primetime-Dokumentationen und Eventmovies für den nationalen und internationalen TV Markt realisieren konnte. Er wirkte unter anderem an den ARD-Produktionen Dimension PSI, Offiziere gegen Hitler und Mogadischu mit. Emanuel Rotstein ist Absolvent der University of Westminster in London und seit 2010 Juror der International Academy of Television, Arts & Sciences.